# Calcaribracon conspiciendus
Calcaribracon conspiciendus är en stekelart som först beskrevs av Turner 1919.  Calcaribracon conspiciendus ingår i släktet Calcaribracon och familjen bracksteklar. Inga underarter finns listade.